# Ivan Satrapa
Ivan Satrapa (Praga, 13 de julho de 1946) é um ex-handebolista checoslovaco, medalhista olímpico.
Em Olimpíadas, ele marcou 20 gols em onze partidas.

## Títulos
- Jogos Olímpicos:
  - Prata: 1972